# Auguste Prévot-Valéri
Auguste Prévot-Valéri, pseudonyme de Valéri Prévost, né à Villeneuve-sur-Yonne le 21 janvier 1857 et mort à Jouarre le 5 août 1930, est un peintre français. 

## Biographie

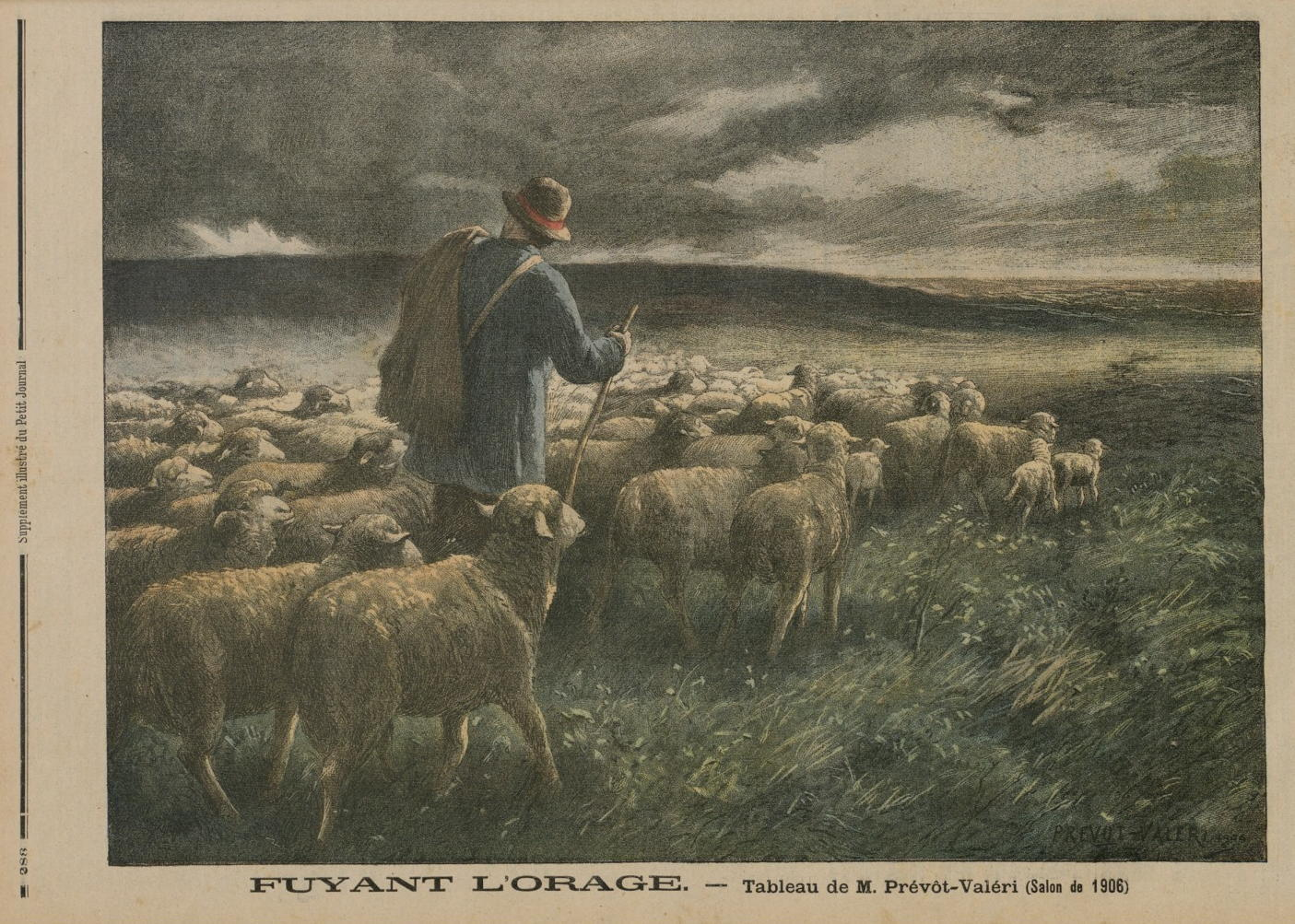
Fuyant l'orage, gravure d'après le tableau d'Auguste Prévot-Valéri exposé au Salon de 1906.

Valéri Prévost est le fils d'un père inconnu et d'Élisabeth Prévost, domestique. Élève d'Antoine Guillemet et de Jules Lefebvre, il signe ses paysages sous le pseudonyme d'Auguste Prévot-Valéri. Médaillé de bronze à l’Exposition universelle de 1900, il prend part au Salon des artistes français de 1884 à 1929 où il remporte une médaille d'honneur en 1887, une médaille de troisième classe en 1895 et une de deuxième classe en 1898. Il obtient le prix Rosa-Bonheur en 1908.
Il est le père du peintre André Prévot-Valéri (1890-1959), qui obtient le prix Rosa-Bonheur en 1928.

## Œuvres
- Coulommiers :
  - mairie : Marché aux veaux.
  - musée municipal des Capucins : Pêcheur à l'épervier ; bords du Morin, Salon de 1891[8].
- Dijon, musée des Beaux-Arts : Retour au hameau, Salon de 1908[9].
- Nancy, musée des Beaux-Arts : Coteaux de Montbrieux.
- Paris, Petit Palais : Débordements du Morin.
- Saint-Omer, musée de l'hôtel Sandelin : Chemin de Prémol le soir.
- Toulon, musée d'Art : Soir au Mesnil.

- Localisation inconnue : Fuyant l'orage, Salon de 1906.